# الفساد في الهند

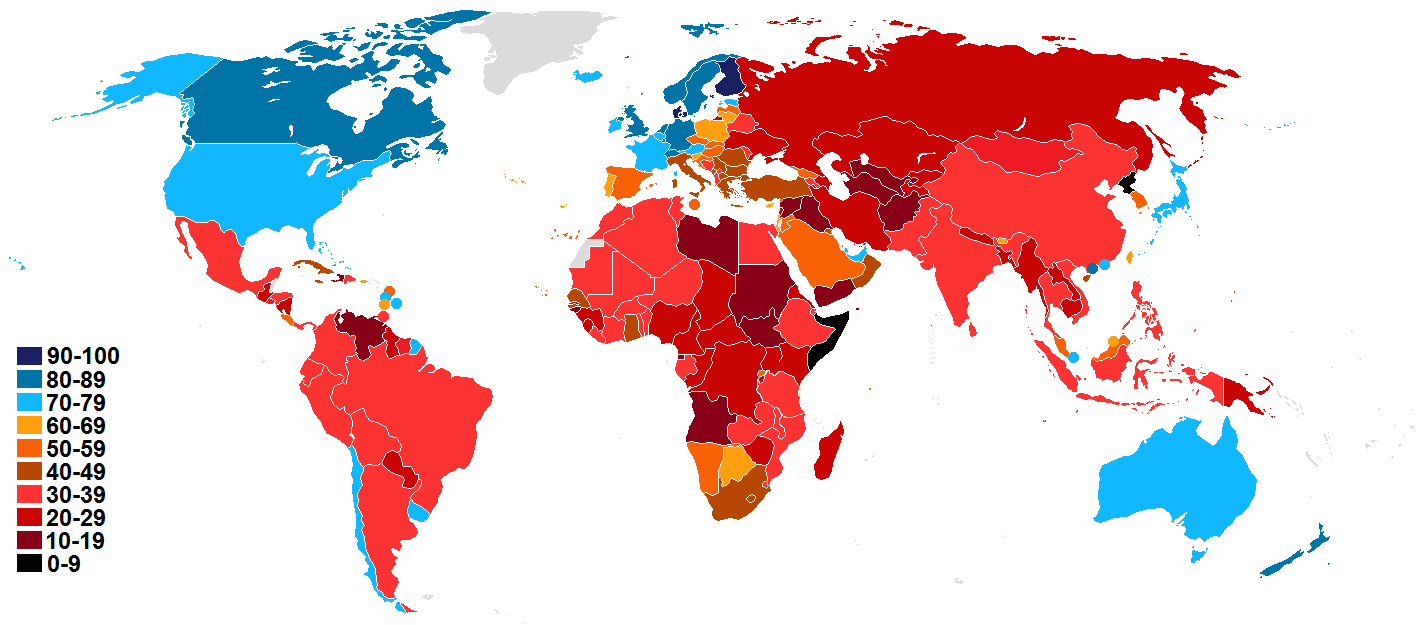

يُعتبر الفساد مشكلة لها تأثيرات سلبية على اقتصاد الهند في الوكالات الحكومية المركزية والحكومية والمحلية. لم يقتصر الأمر على عرقلة الاقتصاد من الوصول إلى آفاق جديدة، ولكن الفساد المستشري أضعف تطور البلاد. سجّلت دراسة أجرتها منظمة الشفافية الدولية في عام 2015 بأن أكثر من 62 ٪ من الهنود قد دفعوا، في وقت ما، رشوة لموظف عام لإنجاز طلب ما. في عام 2017، أظهر تقرير آخر أن نحو 50 ٪ من الهنود لديهم تجارب أولية في دفع الرشاوى أو استخدام جهات الاتصال للحصول على الخدمات التي تؤديها المكاتب العامة، ومع ذلك، في عام 2018، احتّلت الهند ضمن مؤشر مدركات الفساد المرتبة 78 من أصل 180 دولة، ما يعكس انخفاضًا مستقرًا لظاهرة الفساد بين الناس.
تُعدّ برامج الاستحقاقات وخطط الإنفاق الاجتماعي التي سنّتها الحكومة الهندية من أكبر المساهمين في الفساد. تتضمن الأمثلة على ذلك، قانون ضمان العمالة الريفية الوطنية للمهاتما غاندي (2005) وبعثة الصحة الريفية الوطنية. تشمل مجالات الفساد الأخرى أيضًا صناعة الشاحنات في الهند والتي تضّطر إلى دفع مليارات الروبيات في الرشاوى سنويًا للعديد من النقاط التنظيمية ومحطات الشرطة على الطرق السريعة بين الولايات.
نشرت وسائل الإعلام على نطاق واسع مزاعم عن قيام مواطنين هنديين فاسدين بادخار ملايين الروبيات في البنوك السويسرية. أنكرت السلطات السويسرية تلك الادعاءات، والتي ثُبِتت صحتها لاحقًا في الفترة بين عامي 2015-2016. يتحكّم في وسائل الإعلام الهندية، إلى حد كبير، العديد من السياسيين وصاحبي المصانع الفاسدين جدًا، والذين يلعبون دورًا رئيسيًا في تضليل الشعب عن طريق نشر معلومات خاطئة واستخدام وسائل الإعلام كوسيلة للتلاعب بخصومهم من السياسيين ورجال الأعمال.
تشمل أسباب الفساد في الهند القوانين العشوائية وأنظمة الضرائب والترخيص المعقدة، إلى جانب العديد من الإدارات الحكومية التي تتمتع بسلطات بيروقراطية مبهمة وسلطات تقديرية، واحتكار المؤسسات التي تسيطر عليها الحكومة بشأن توفير سلع وخدمات معينة، والافتقار إلى قوانين وإدارات تعمل بشفافية. تتعدد مستويات الفساد وجهود الحكومة للحدّ من الفساد في مناطق مختلفة من الهند.

## السياسة
يُعدّ الفساد في الهند مشكلة لها آثار خطيرة على حماية سيادة القانون وضمان التمكن من إحداث العدالة. بدءًا من ديسمبر عام 2009، اتُّهم نحو 120 من أصل 542 عضوًا في البرلمان الهندي بارتكابهم لجرائم مختلفة، بموجب إجراء «تقرير المعلومات الأول» في الهند، حيث يمكن لأي شخص أن يدّعي ارتكاب شخص آخر جريمة ما.
تضمنت العديد من الفضائح الكبرى منذ عام 2010 مسئولي الحكومة رفيعي المستوى، من بينهم وزراء مجلس الوزراء وكبار الوزراء، مثل عملية احتيال دورة ألعاب الكومنولث لعام 2010 (70000 روبية هندية (10 مليار دولار أمريكي))، عملية احتيال جمعية الإسكان في أدارش، وعملية احتيال مناجم الفحم ( 1.86 مليون روبية هندية (27 مليار دولار أمريكي)، وفضيحة التعدين في كارناتاكا، وعمليات الاحتيال مقابل الأصوات الانتخابية.

## البيروقراطية

### الرشاوى
كشفت دراسة أجريت عام 2005 من قِبَل منظمة الشفافية الدولية في الهند بأن أكثر من 92 ٪ من الشعب لديهم تجارب مُسبقة في دفع الرشاوى أو في بيع النفوذ للحصول على الخدمات التي يريدونها في مكتب عام. تُعدّ عمليات الضرائب والرشوة من العمليات الشائعة بين حدود الدولة؛ تُقدّر منظمة الشفافية الدولية أن سائقي الشاحنات يدفعون سنويًا 222 روبية هندية (32 مليون دولار أمريكي) كرشاوى.
يشارك كل من منظمي الحكومة والشرطة في عمليات الرشوة، بنسبة تصل إلى 43 ٪ و 45 ٪ لكل منهما، على التوالي. على الطريق، يمكن أن يستغرق التوقف عند نقاط التفتيش ونقاط الدخول إلى ما يصل إلى 11 ساعة في اليوم. نحو 60 ٪ من تلك الإيقافات (القسرية) على الطرق تكون من قِبَل السلطات المعنيّة مثل الجهات التنظيمية الحكومية والشرطة والإدارات الحراجية والمبيعات ورسوم الدفع والترخيصات والوزن والحجم وذلك بغية ابتزاز المال. يُعدّ فقدان الإنتاجية الناتج عن هذه التوقفات مصدر قلق وطني مهم؛ يمكن أن يزيد عدد رحلات الشاحنات بنسبة 40٪، في حال أبطِل التأخير القسري. وفقًا لتقرير نشره البنك الدولي في عام 2007، يمكن تقليل مدة السفر لرحلة من دلهي إلى مومباي بنحو يومين، في حال تم القضاء على الفساد والتوقف التنظيمي المرتبط به لأخذ الرشاوى.
كشفت دراسة أجريت عام 2009 عن الاقتصادات الرائدة في آسيا، بأن البيروقراطية الهندية ليست فقط الأقل كفاءة بين سنغافورة وهونغ كونغ وتايلاند وكوريا الجنوبية واليابان وماليزيا وتايوان وفيتنام والصين والفلبين وإندونيسيا، بل إن العمل مع موظفي الهند المدنيين هو عملية «بطيئة وموجِعَة».

### الأرض والملكية
يُزعم أن المسؤولين يسرقون ممتلكات الدولة. في المدن والقرى في جميع أنحاء الهند، تقوم مجموعات من البلديات والمسؤولين الحكوميين الآخرين والسياسيون المُنتَخَبون والمسؤولون القضائيون ومتعهدو العقارات والمسؤولون عن حفظ القانون بامتلاك وتعهُّد وبيع الأراضي بطرق غير قانونية. يتمتّع هؤلاء المسؤولين والسياسيين بحماية جيدة من قِبَل القوة الهائلة ومن خلال التأثير الذي يتمتعون به. بصرف النظر عن ذلك، فإن سكان الأحياء الفقيرة الذين خُصّصت لهم منازل ضمن إطار العديد من المخططات السكنية، مثل برادهان مانتري غرامين أواس يوجانا، وراجيف أواس يوجنا، وبرادهان مانتري أواس يوجنا وغيرها، يؤجّرون هذه المنازل للآخرين، وذلك لكسب المال بسبب البطالة الشديدة والافتقار إلى مصدر دخل ثابت.

### المستشفيات والرعاية الطبية
في المستشفيات الحكومية، يرتبط مفهوم الفساد مع النقص في الأدوية الطبية ورسوم الدخول واستشارة الأطباء وتقديم التشخيص الصحيح للحالات المرضية.
يُعدّ برنامج البعثة الوطنية لرعاية الصحة في الريف من البرامج الحكومية الصحية، والذي تعرّض إلى مستوى هائل من ادعاءات الفساد. يأمل برنامج الإنفاق والاستحقاق الاجتماعي هذا في تحسين تقديم الرعاية الصحية في جميع أنحاء الريف في الهند. منذ عام 2005، فرضت الحكومة الهندية بأمر من وزارة الصحة إنفاق 2.77 روبية هندية (40 مليار دولار أمريكي) بين عامي 2004-2005، وزادت المبلغ ليصبح بما يقارب 1٪ من الناتج المحلي الإجمالي للهند سنويًا. تعرّض البرنامج الوطني للصحة الريفية للتعتيم بسبب فضيحة فساد واسعة النطاق تمّ فيها اعتقال مسؤولين رفيعي المستوى من الحكومة، إذ توفّي العديد منهم في ظروف غامضة وزُجّ شخص آخر في السجن. زُعم أن الخسائر المرتبطة بالفساد والهدر والاحتيال من هذا البرنامج الحكومي بلغت مليون روبية هندية (14 مليار دولار أمريكي).

### قسم ضرائب الدخل
توجد العديد من حالات التواطؤ المرتبطة بموظفيّ قسم جباية الضرائب في الهند بسبب عدم النزاهة والملاحقة القانونية البسيطة في عمليات تبادل الرشاوى.